# Дешпанде, Сулабха
Сулабха Дешпанде (маратхи सुलभा देशपांडे; 1937, Бомбей — 4 июня 2016, Мумбаи) — индийская актриса кино и театра на языках хинди и маратхи.

## Биография
Отец актрисы, Васант Рао Камеркар, был звукооператором.
Основной работой Сулабхи первые пятнадцать лет была должность учителя в Chhabildas High School в Дадаре. 
Свою карьеру в театре она начала параллельно в 1950-х годах, присоединившись к любительской театральной труппе Rangayan, в которую входили Виджай Тендулкар, Виджая Мехта и Сатьядев Дубей.
Начав в играть в театре на маратхи, в 1964 году она впервые приняла участие в хинди-язычной пьесе под названием Andha Yug, заменив на театральном фестивале Nandikar в Калькутте актрису, ушедшую за четыре дня до выступления.
В 1967 году она исполнила главную роль в пьесе Тендулкара Shantata! Court Chalu Aahe (рус. Тишина. Суд находится на совещании), которая была написана драматургом специально для неё и её мужа. Четыре года спустя на основе пьесы был снят фильм, в котором она сделала свой кинодебют, сыграв того же персонажа, что и в театральной постановке. Роль мисс Бенаре укрепила её позиции в качестве талантливой актрисы и по-прежнему считается считается одним из самых запоминающихся женских вступлений в театре на языке маратхи.
В 1971 году вместе с мужем Арвиндом Дешпанде она создала театральную труппу «Авишкар», на базе которой позднее организовала детское отделение, названное «Чандрашала» (рус. Школа Луны). В репертуаре её детского театра пьесы Baba Harvale Ahet, Raja Ranila Ghaam Hava, Pandit Pandit Tujhi Akkal Shendit и танцевальная драма Durga Zali Gauri, в которой задействовано семьдесят молодых исполнителей.
С 1974 года была в первых рядах театрального движения Чандидас, которое стало стартовой площадкой для маратхского любительского театра.
На протяжении многих лет Сулабха снялась в десятках фильмов, как на хинди, так и на маратхи, в основном, в ролях матерей, бабушек или злых свекровей. Среди её наиболее известных работ — «Трудная роль» (1977), Gaman и «Странная история Арвинда Десаи» (1978), «Почему сердится Альберт Пинто» (1980), Vijeta (1982), «Зов земли» (1997).
Она также снялась в таких сериалах как Tanha, Ek Packet Umeed, Kehta Hai Dil Jee Le Zara и Mrs. Tendulkar и выступила в качестве режиссёра в детском фильме Raja Rani Ko Chahiye Pasina 1978 года.
Её последняя роль в кино — свекровь героини Шридеви в «Инглиш-винглиш».
В 1987 году награждена премией Академии Сангит Натак за вклад в области театра (на маратхи).
Сулабха Дешпанде скончалась 4 июня 2016 года после продолжительной болезни.